# Liolaemus olongasta
Liolaemus olongasta — вид ігуаноподібних ящірок родини Liolaemidae. Ендемік Аргентини.

## Поширення і екологія
Liolaemus olongasta мешкають в аргентинській провінції Сан-Хуан, а також в сусідніх районах на крайньому заході провінції Ла-Ріоха та на крайній півночі провінції Мендоса. Вони живуть на піщаних дюнах, місцями порослих чагарниками. Зустрічаються на висоті від 900 до 1770 м над рівнем моря. Ведуть денний, наземний спосіб життя. Відкладають яйця.